# Mariam Aslamasjan

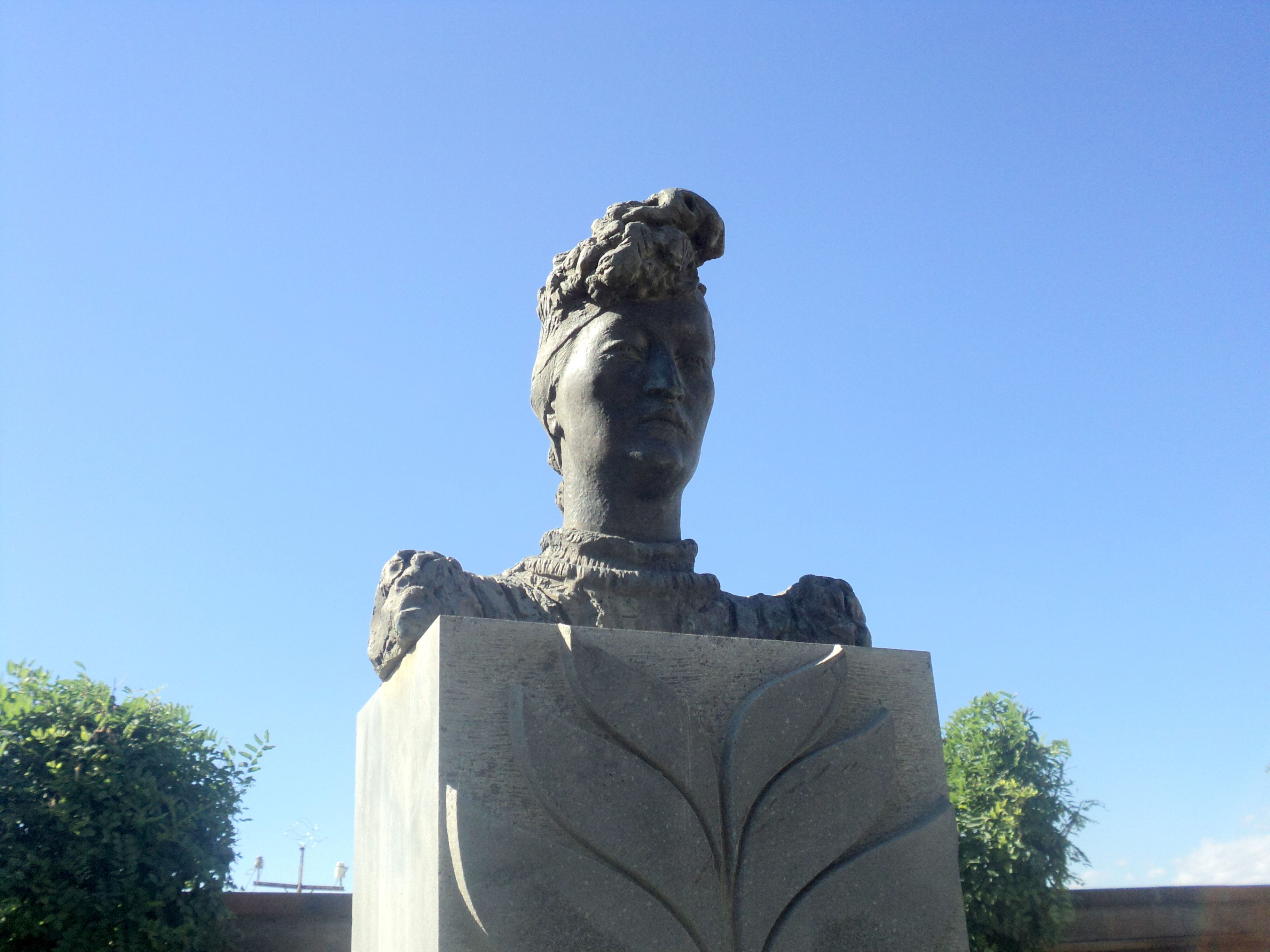
Mariam Aslamasjans Büste auf der Grabstele auf dem Komitas Pantheon, Jerewan

Mariam Arschaki Aslamasjan (armenisch Մարիամ Արշակի Ասլամազյան, russisch Мариам Аршаковна Асламазян; * 20. Oktoberjul. / 2. November 1907greg. in Basch-Schirak, Oblast Kars; † 16. Juli 2006 in Moskau) war eine armenisch-russische Malerin und Grafikerin.

## Leben
Aslamasjan absolvierte die Schule in Alexandropol und studierte dann in Jerewan am Technikum für Kunst und Industrie bei Sedrak Arakeljan und Stepan Aghadschanjan mit Abschluss 1929. Sie studierte dann in Leningrad am Institut für Proletarische Darstellende Kunst bei Kusma Sergejewitsch Petrow-Wodkin und Alexander Iwanowitsch Sawinow mit Abschluss 1933. 1939 wurde sie Mitglied der Künstlerunion der UdSSR und 1946 Mitglied der KPdSU.
Aslamasjan malte Genrebilder, Stillleben und Porträts. Ihre bekanntesten Werke entstanden in den 1940ern und 1950ern und thematisieren das Alltagsleben in Armenien. In vielen ihrer Bilder verwendete Aslamasjan ungemischte Farben. Die Rückkehr des Helden (1943), das Lied des Helden (1944) und die Heldenmutter (1949) hängen in der Nationalgalerie Armeniens in Jerewan. Das Armenische Stilleben (1955) und der Blühende Rote Kaktus (1957) befinden sich in der Moskauer Tretjakow-Galerie.
Aslamasjan fand ihr Grab auf dem Komitas Pantheon in Jerewan. Aslamasjan jüngere Schwester Jeranuhi Aslamasjan war ebenfalls Malerin. In Gjumri wurde ein Museum der Schwestern Aslamasjan eingerichtet.

## Ehrungen
- Medaille „Für heldenmütige Arbeit im Großen Vaterländischen Krieg 1941–1945“
- Medaille für Ausgezeichnete Arbeit
- Volkskünstler der Armenischen Sozialistischen Sowjetrepublik (1965)
- Jubiläumsmedaille „Zum Gedenken an den 100. Geburtstag von Wladimir Iljitsch Lenin“
- Volkskünstler der UdSSR (1990)
- Orden der Freundschaft